# 우보기행
《우보기행》은 대한민국의 JTBC의 프로그램이다. 새로운 트레일, 트래킹 코스를 발굴하고, 지자체에서 개발 중인 옛길과 샛길을 선보이는 프로그램이다.

## 방송 시간
- 2011년 12월 4일 : 일요일 오후 11시 00분